# Fuji (brise-glace)
Pour les articles homonymes, voir Fuji.
Fuji (AGB-5001) (en japonais : ふじ AGB-5001) est un ancien brise-glace et navire de recherche antarctique du ministère de l'Éducation au Japon. Ce navire de recherche antarctique de deuxième génération fut le premier brise-glace a été construit au Japon et aussi le premier navire de la Force maritime d'autodéfense japonaise équipé d'un hélicoptère.

## Historique
Ce navire de la Force d'autodéfense maritime numéro AGB-5001 a été lancé le 18 mars 1965, achevé le 15 juillet de la même année. Il a remplacé le navire de recherche antarctique Sōya de la Garde côtière du Japon, et a été exploité par la Force maritime d'autodéfense japonaise jusqu'en avril 1983 pour le transport de la Japanese Antarctic Research Expedition. Il a été remplacé par le Shirase (AGB-5002), mis en service en 1982.

### Préservation
Il a pris sa retraite le 11 avril 1984. Après sa retraite, il a été amarré au port de Nagoya en tant que navire musée sur la recherche antarctique et est ouvert au public depuis août 1985. La salle à manger, le salon, la clinique, le salon de coiffure, etc. sur le navire sont équipés avec des figures de cire, observable à travers les fenêtres depuis l'allée de visite.

## Galerie

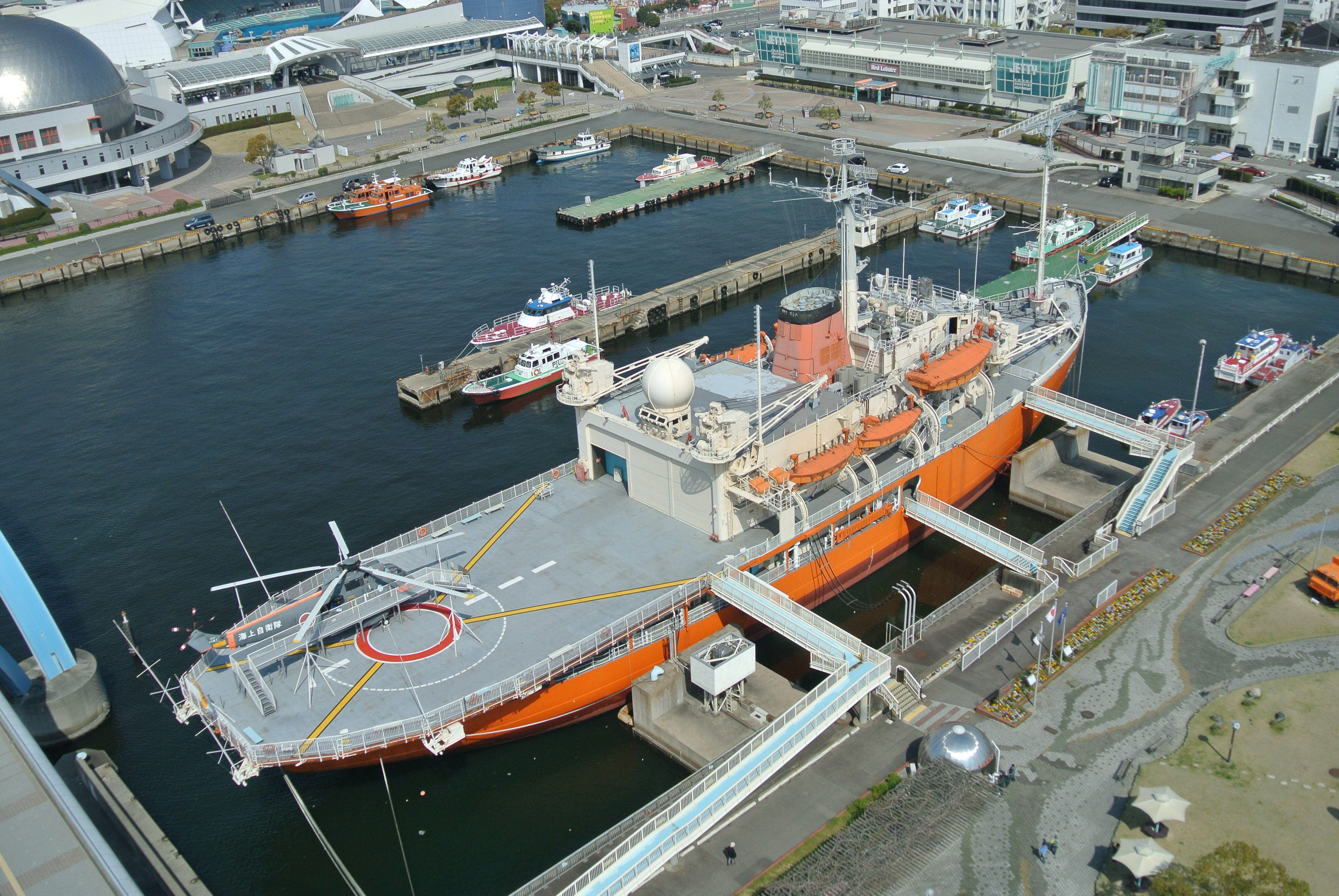
Fuji (vue aérienne)
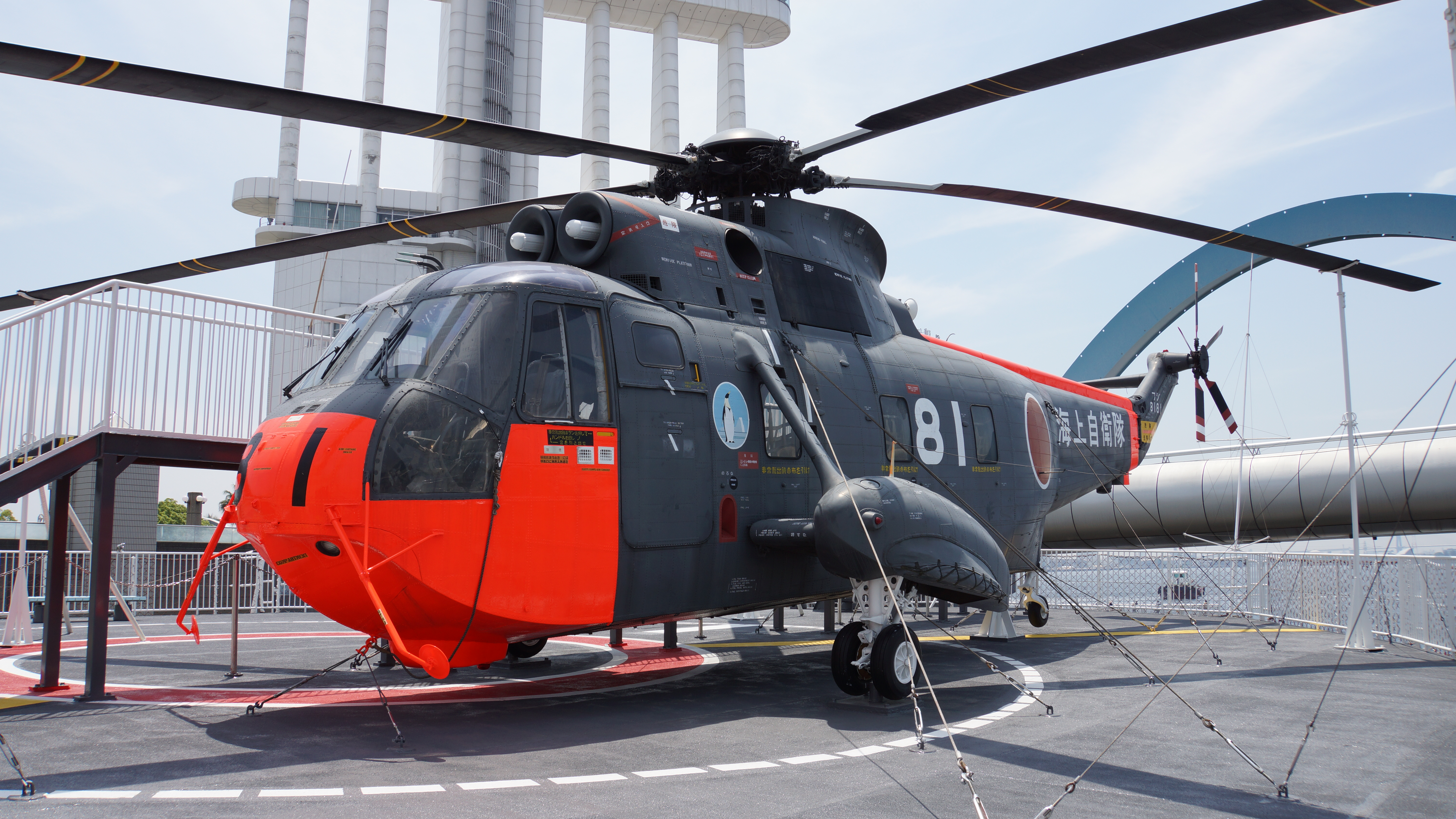
Hélicoptère embarqué